# 广州地铁七号线二期列车

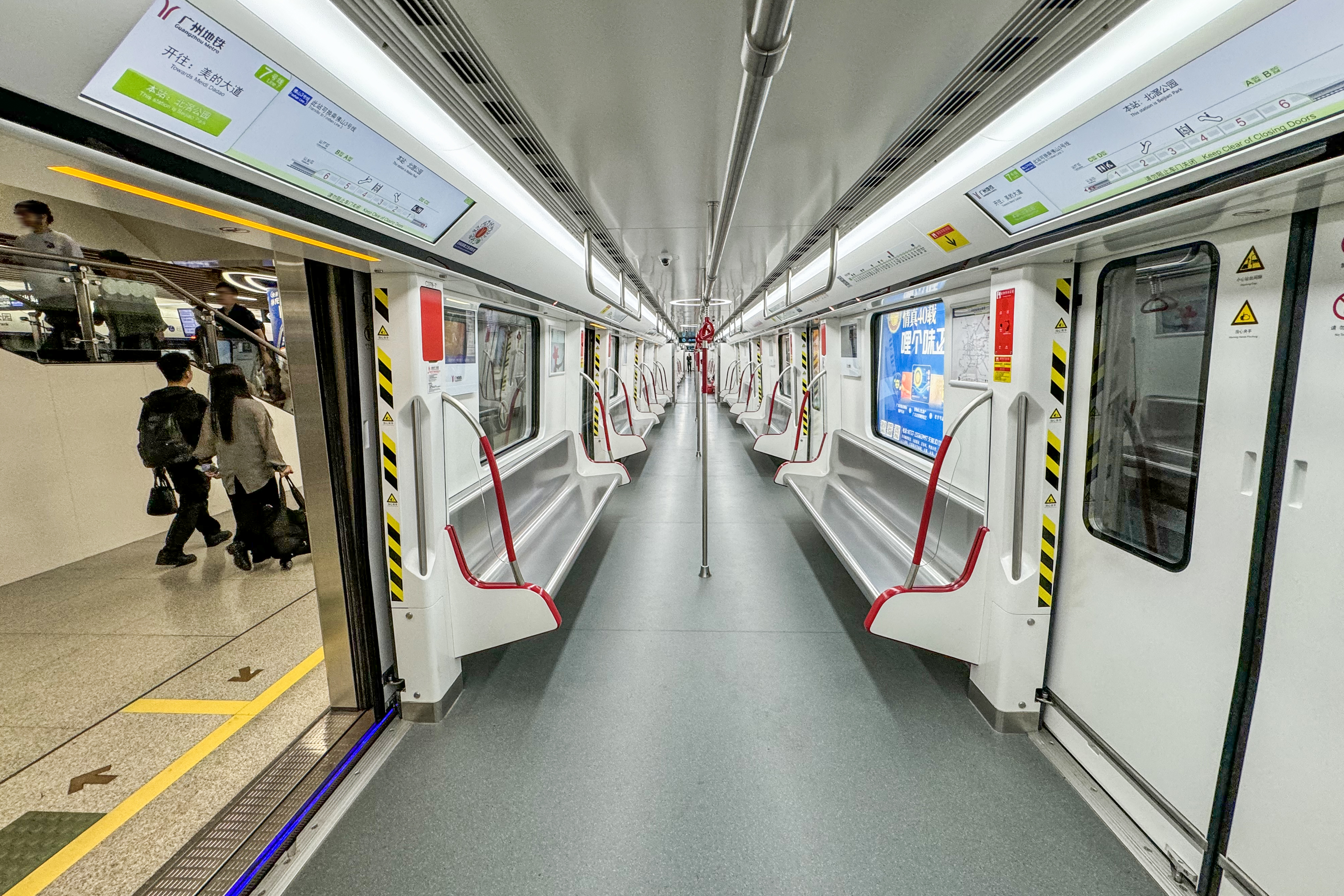
车厢内部

廣州地鐵七號線二期列車是廣州地鐵7號線使用的6節編組B型地鐵列車之一。內部型號為B12。本款列車為廣州地鐵七號線二期（大學城南~燕山）配置，所有列車均在中车株洲电力机车屬下的广州中车轨道交通装备有限公司组装製造。

## 沿革
2019年5月，广州地铁发布招标公告，将为7号线二期增购19列新列车（114辆），列车合约最终由中车株洲电力机车中标。
2023年7月，首列列车 07x073-074 落地大洲车辆段。
2023年12月12日晚，本型号首列投入使用的编组（07x079-080）正式投入载客运营。

## 列车设计

### 外观
本款列车车体及涂装均与同厂制造的B5型列车一致，唯部分设计与前者有所区别，包括车头驾驶室车窗上方装设监测装置，客室车门改为普通型式塞拉门等。

### 内部
列车内部采用十八号线／二十二号线列车相似的设计。车内采用白色LED灯提供照明，并配有不锈钢制扶手和座椅，立柱及座位两侧的扶手偏上部分使用广州地铁特色“红”进行衬托。車廂兩端贯通道的顶部设有信息显示屏，车门上方设有大尺寸LCD动态地图。

### 走行机器
与A8型、A9型、B11型、B14型列车一样，B12型列车采用永磁牵引系统。B12型列车的牵引电机由中车株洲电机提供，高压电器箱、牵引逆变器和辅助电源由株洲中车时代电气提供。
每节B、C单元车厢下方各安装一台牵引逆变器，每台牵引逆变器驱动四台额定功率190千瓦的永磁同步牵引电机。具体而言：每台电机对应一个逆变单元，每两个逆变单元及一个斩波单元集成在一套功率单元中；一个变流模块集成了两套功率单元，每套功率单元都与牵引逆变器内集成式电抗器中的一路相连；变流模块的直流侧采用车控方式控制，交流侧采用轴控方式控制。
牵引逆变器采用永磁P2平台（t Power-TN34系列）产品，以“安全可靠、绿色高效、小型轻量、智能便捷”为目标，满足SIL4安全功能等级，并拥有智能诊断功能，具有高工作效率、高安全系数、高集成度、高可靠性的优点，与永磁P1平台（t Power-TN27系列）产品相比，单台机器可实现体积减小36.34%、重量降低34.5%、额定损耗降低25.4%。
此外，每节B单元车厢下方各安装一台高压电器箱，每节A单元车厢下方各安装一台辅助电源。高压电器箱为适用于标准地铁列车平台的t Driver-EH144系列产品，内含高速断路器、辅助熔断器、三位置转换开关等部件，连接前端的受电弓及后端的牵引逆变器和辅助电源，对牵引及辅助系统整体进行保护；辅助电源为t Power-AA55系列高频辅变平台产品，两套135千伏安的电源单体（包括120千伏安的辅助逆变器和15千瓦的蓄电池充电机）集成在一个箱体内，单台机器与t Power-AA6系列工频辅变平台产品相比可减重400千克以上。

## 列車編組
|                                                                                               | 七号线二期列车（B12） |              |                 |              |                 |                 |   |                 |              |                 |              |              |   |
| 动力单元                                                                                      |                       | 07××× （奇） | 07××× （奇）    | 07××× （奇） | 07××× （奇）    | 07××× （奇）    |   | 07××× （偶）    | 07××× （偶） | 07××× （偶）    | 07××× （偶） | 07××× （偶） |   |
| 車廂編號                                                                                      | 07A073 : 07A109       |              | 07B073 : 07B109 |              | 07C073 : 07C109 | 07C074 : 07C110 |   | 07B074 : 07B110 |              | 07A074 : 07A110 |              |              |   |
| 受电弓                                                                                        |                       | ＞           |                 |              | ＜              |                 |   |                 |              |                 |              |              |   |
| 車廂类型                                                                                      | =                     | Tc           | -               | Mp           | -               | M               | + | M               | -            | Mp              | -            | Tc           | = |
| 安裝機器                                                                                      |                       | SIV, BT      |                 | VVVF, BR, HV |                 | VVVF, BR, CP    |   | VVVF, BR, CP    |              | VVVF, BR, HV    |              | SIV, BT      |   |
| M：动力车；Mp：带受电弓的动车；Tc：带驾驶室的拖车                                             |                       |              |                 |              |                 |                 |   |                 |              |                 |              |              |   |
| ＝ ：全自动车钩；+ ：半自动车钩；- ：半永久牵引杆                                             |                       |              |                 |              |                 |                 |   |                 |              |                 |              |              |   |
| VVVF：牵引逆变器；SIV：辅助电源；HV：高压电器箱；BR：制动电阻；BT：蓄電池；CP：電動空氣壓縮機 |                       |              |                 |              |                 |                 |   |                 |              |                 |              |              |   |